# Le Thuit-Simer
Le Thuit-Simer és un municipi francès situat al departament de l'Eure i a la regió de Normandia. L'any 2007 tenia 380 habitants.

## Demografia

### Població
El 2007 la població de fet de Le Thuit-Simer era de 380 persones. Hi havia 123 famílies de les quals 12 eren unipersonals (4 homes vivint sols i 8 dones vivint soles), 40 parelles sense fills, 67 parelles amb fills i 4 famílies monoparentals amb fills.
La població ha evolucionat segons el següent gràfic:
Habitants censats

### Habitatges
El 2007 hi havia 141 habitatges, 133 eren l'habitatge principal de la família, 4 eren segones residències i 4 estaven desocupats. Tots els 140 habitatges eren cases. Dels 133 habitatges principals, 130 estaven ocupats pels seus propietaris, 1 estava llogat i ocupat pels llogaters i 2 estaven cedits a títol gratuït; 1 tenia dues cambres, 8 en tenien tres, 33 en tenien quatre i 91 en tenien cinc o més. 112 habitatges disposaven pel capbaix d'una plaça de pàrquing. A 38 habitatges hi havia un automòbil i a 94 n'hi havia dos o més.

### Piràmide de població
La piràmide de població per edats i sexe el 2009 era:
| Homes | Edats   | Dones |
| ----- | ------- | ----- |
| 0     | 95 o +  | 0     |
| 4     | 90 a 94 | 0     |
| 0     | 85 a 89 | 0     |
| 0     | 80 a 84 | 0     |
| 12    | 75 a 79 | 12    |
| 4     | 70 a 74 | 0     |
| 0     | 65 a 69 | 8     |
| 0     | 60 a 64 | 0     |
| 0     | 55 a 59 | 4     |
| 24    | 50 a 54 | 4     |
| 24    | 45 a 49 | 28    |
| 16    | 40 a 44 | 0     |
| 8     | 35 a 39 | 20    |
| 24    | 30 a 34 | 28    |
| 12    | 25 a 29 | 8     |
| 0     | 20 a 24 | 0     |
| 8     | 15 a 19 | 8     |
| 0     | 10 a 14 | 12    |
| 4     | 5 a 9   | 8     |
| 16    | 0 a 4   | 20    |

## Economia
El 2007 la població en edat de treballar era de 259 persones, 194 eren actives i 65 eren inactives. De les 194 persones actives 183 estaven ocupades (97 homes i 86 dones) i 11 estaven aturades (4 homes i 7 dones). De les 65 persones inactives 29 estaven jubilades, 21 estaven estudiant i 15 estaven classificades com a «altres inactius».

### Ingressos
El 2009 a Le Thuit-Simer hi havia 132 unitats fiscals que integraven 392 persones, la mediana anual d'ingressos fiscals per persona era de 21.904 €.

### Activitats econòmiques
Dels 3 establiments que hi havia el 2007, 1 era d'una empresa de construcció, 1 d'una empresa de transport i 1 d'una empresa classificada com a «altres activitats de serveis».
L'únic servei als particulars que hi havia el 2009 era una lampisteria.
L'any 2000 a Le Thuit-Simer hi havia 5 explotacions agrícoles.

## Equipaments sanitaris i escolars
El 2009 hi havia una escola elemental integrada dins d'un grup escolar amb les comunes properes formant una escola dispersa.

## Poblacions més properes
El següent diagrama mostra les poblacions més properes.